# Parallelia camerunica
Parallelia camerunica là một loài bướm đêm trong họ Erebidae.